# Tempio di Efesto
L'Hēphaistêion (Ἡφαιστεῖον in greco antico) o tempio di Efesto (in greco moderno Ναός Ηφαίστου, naós Īfáistou) è un tempio greco situato ad Atene poco sopra l'antica agorà. È uno dei templi dorici meglio conservati al mondo, pur essendo meno noto del vicino Partenone. Il tempio è conosciuto anche come Thēsêion (in greco moderno: Θησείο, Thīséio) perché ritenuto erroneamente in epoca bizantina, e anche da alcuni studiosi dell'Ottocento, il luogo di sepoltura di Teseo.

## Descrizione

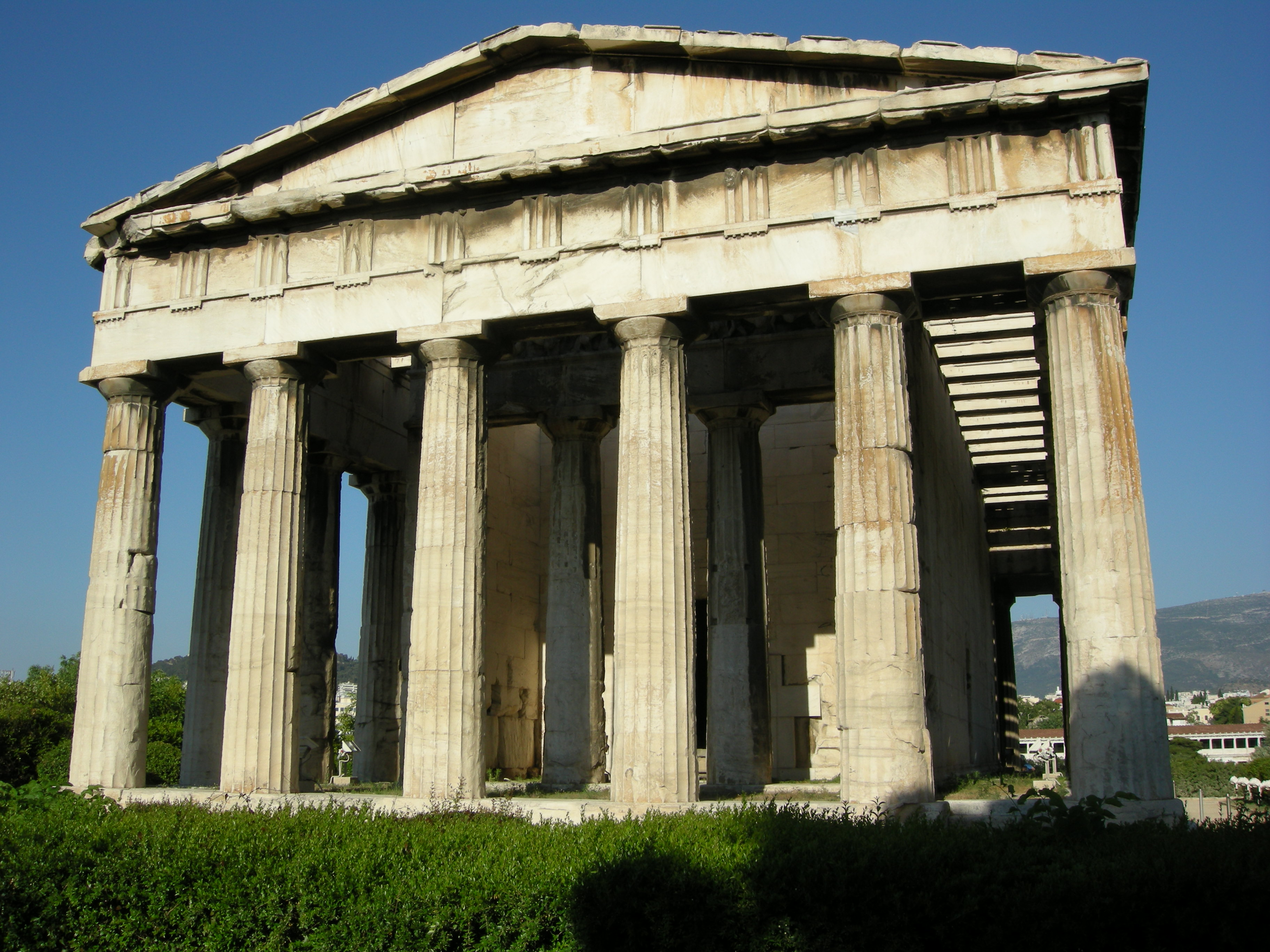
La facciata e il pronao dell'Hephaisteion.

Il tempio è posto sull'altura che domina il lato occidentale dell'agorà, nota come Kolonos Agoraios e, contrariamente a quanto accade spesso per gli edifici di culto antichi, non sembra aver sostituito un qualche tempio precedente.
Il tempio di Efesto, o Hephaisteion, è uno dei templi dorici meglio conservati dell'antichità classica. Si tratta di un tempio lungo 39,44 metri e largo 16,90 con trentaquattro colonne (sei frontali e tredici di lato): è un edificio periptero, esastilo, con tredici colonne sui lati lunghi (secondo la proporzione canonica del tempio dorico che pone sui lati lunghi le colonne in numero doppio più uno rispetto alla fronte). La cella è distila in antis, con il pronao più profondo rispetto all'opistodomo. All'interno la cella vera e propria dovrebbe avere avuto un doppio colonnato interno che correva sui due lati lunghi e sul fondo, facendo da quinta scenica per il gruppo delle due statue di culto di Atena ed Efesto eseguite da Alkamenes tra il 421 e il 415, come testimoniato dai rendiconti epigrafici delle spese per la realizzazione del gruppo in bronzo, su una base di calcare di Eleusi e rilievi in marmo.

## Storia degli studi
Già dal Rinascimento i viaggiatori europei ricordano il tempio nelle loro memorie, o lasciano che esso tramandi il loro ricordo attraverso le numerose firme dipinte o graffite sulle pareti del tempio.
Alcuni di questi viaggiatori cominciano a far conoscere in Occidente le sculture del “tempio di Teseo” insieme a quelle dei monumenti più famosi, soprattutto il Partenone, per mezzo di disegni anche se per la maggior parte alquanto approssimativi. Tale è il caso per esempio, dei disegni di Ciriaco d'Ancona (il quale oltre al Partenone schizza anche il fregio ovest dell'Hephaisteion), o di Giuliano da Sangallo.
Una spinta verso una maggiore conoscenza dell'edificio viene dall'opera di J. D. Le Roy, Les ruines des plus beaux monuments de la Grece del 1758, che per un lungo periodo costituirà l'unica base per vedere in Francia e in tutta Europa i monumenti che gli altri viaggiatori hanno solo raccontato.
È proprio per fare fronte a questa “ignoranza visiva” dei monumenti di Atene, e per soddisfare una certa fame di cultura classica che l'illuminismo aveva ormai diffuso in Europa, che J. Stuart e N. Revett intraprendono il loro viaggio dal 1750 al 1755 per disegnare e rilevare con la maggiore precisione possibile le antichità di Atene. Il terzo volume di The Antiquities of Athens esce nel 1794, curato da W. Reveley per la ormai sopravvenuta morte di entrambi gli autori. I disegni presenti nei volumi sono sempre accuratissimi, tanto da imporsi subito in Europa quale punto di riferimento sicuro per vedere i tanto citati monumenti.

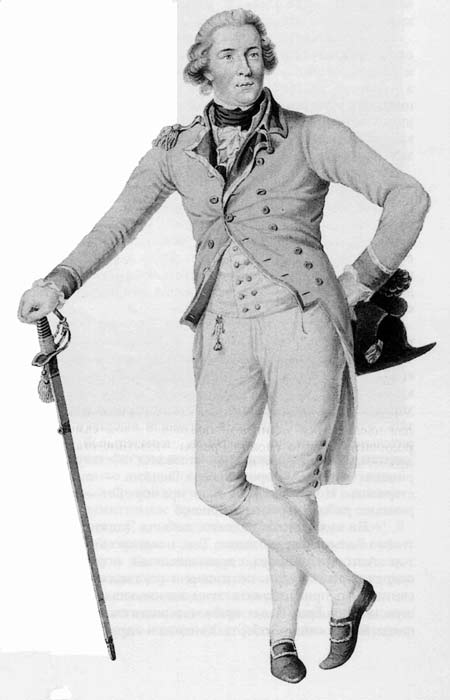
Thomas Bruce, settimo conte Elgin nel 1787.

Proprio queste edizioni illustrate di monumenti antichi eccitano la fantasia collezionistica di coloro che si recano in Grecia, e fra questi dobbiamo citare soprattutto i due casi più importanti: il conte de Choiseul-Goffier e Lord Elgin. Costoro approfittando della loro posizione di ambasciatori rispettivamente francese e inglese presso la Sublime porta, e sfruttando i periodi di maggiore influenza delle proprie nazioni alla corte del Sultano, otterranno tutte le facilitazioni per poter riportare in patria disegni e calchi delle antichità più importanti con il fine di accrescerne la conoscenza in Europa, e frammenti di sculture e iscrizioni che vanno ad accrescere le loro collezioni personali.
Il conte de Choiseul-Goffier si serve dell'aiuto del suo agente ad Atene, L.-F.-S. Fauvel il quale, insieme al disegnatore Fourmont, riporterà una notevole quantità di vedute e di particolari dei monumenti ateniesi. Da una delle lettere di Fauvel sappiamo anche che egli fece realizzare dei calchi delle decorazioni dell'Hephaisteion, come dice lui stesso parlando del fregio est: «par example, sa description […] convient absolument au bas-relief qui existe encore et dont on peut voir une partie par les platres que j'ai moulés et qui sont à la Salle des Antiques». Questi calchi, almeno di parte dei fregi, fatti eseguire nel 1787 furono fatti imbarcare per la Francia dal console francese Gaspari il 7 settembre dello stesso anno («dix-sept caisses de sculptures en platre»), e dovrebbero tuttora trovarsi al Louvre.
Fauvel, da disegnatore di livello qual era, realizzò inoltre una serie numerosa di schizzi e acquerelli, che però le alterne vicende della vita del viceconsole in seguito alla guerra contro gli inglesi, fra cui l'arresto e un rimpatrio frettoloso, ha in parte disperso. In una lettera di John Tweddell al fratello, datata 4 gennaio 1799, possiamo individuare alcuni indizi circa i disegni che pure dovette fare dei rilievi dell'Hephaisteion: fra i suoi disegni è «una preziosa collezione di materiali», anche se sono «solo degli schizzi, dei quali molti dipinti solo a metà», il solo disegno «quasi finito è quello del tempio di Teseo», ma «gli mancano ancora i bassorilievi e altri importanti dettagli». In seguito, il 18 marzo dello stesso anno, Tweddell viene incontro alla penuria di denaro liquido di Fauvel acquistando da lui «da quaranta a cinquanta disegni di diversa natura […] di gran parte dei quali non ha conservato delle copie».
Disgraziatamente le carte di J. Tweddell dopo la sua morte (25 luglio 1799) vengono inviate a Costantinopoli all'ambasciata inglese per essere rimpatriate, su una nave che fa naufragio. Le carte vengono recuperate, si prova a salvarne il salvabile (anche se con qualche ritardo), ma nel frattempo se ne perde traccia. Non arrivarono mai a suo fratello Robert, che di questo accusò vigorosamente Lord Elgin e il suo assistente, il cappellano Hunt.
Alcuni anni dopo, e precisamente nell'agosto del 1800, arriva ad Atene la spedizione di disegnatori, formatori e architetti al servizio di Lord Elgin. Lo scopo principale di questa spedizione era quello di assicurarsi una documentazione accurata soprattutto dei monumenti dell'Acropoli, ma le lungaggini e gli intoppi con il governatore turco della cittadella portano gli artisti di Elgin, guidati da G. B. Lusieri a occuparsi, nei tempi di inaccessibilità dell'Acropoli, dei monumenti della città bassa. À così che nel periodo 1800-1803 viene eseguita, fra le altre cose, una serie completa di matrici per calchi dai fregi dell'Hephaisteion e da alcune -se non tutte- le metope. I “calchi Elgin” non hanno certo la notorietà dei “marmi di Elgin”, ma è ancora possibile recuperare qualche traccia della loro storia. Ne dà notizia Reveley in una nota comparsa nella seconda edizione del III volume delle Antiquities of Athens di Stuart e Revett.
Uno studio scientifico della decorazione scultorea del tempio, concernente anche aspetti di stile e cronologia delle opere, comincia quindi a partire dagli anni trenta del XIX secolo, grazie ai calchi fatti fare da Choiseul-Gouffier e da Elgin. Sono infatti tanti coloro che scrivono manuali di scultura greca basandosi principalmente sulla visione autoptica delle collezioni di calchi che fiorivano a Londra, Parigi, Monaco, Berlino. E similmente dai calchi sono tratti i disegni prima e le foto poi che compaiono nei libri dell'epoca.
Agli inizi del XX secolo la zona dell'Agorà di Atene acquisisce nuova importanza grazie all'interesse mostrato dalla Scuola archeologica americana.

## Due colonne

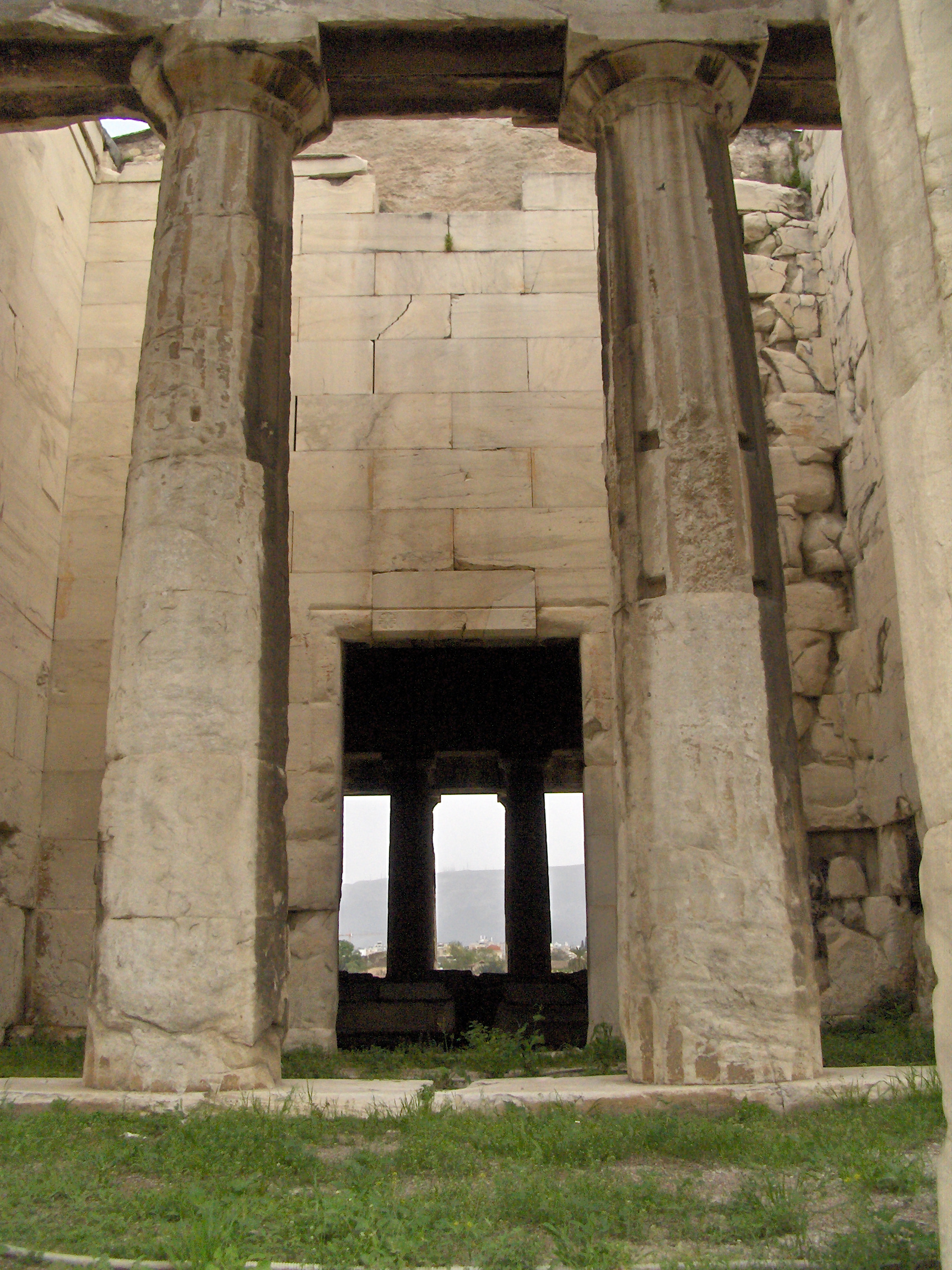
La parete di fondo dell'opistodomo, traforata dall'ingresso della chiesa cristiana. In fondo l'assenza della parete del pronao permette di vederne le colonne.

Dopo essere stato costruito verso la metà del V secolo a.C. come tempio di Efesto, esso viene nel VII secolo d.C. convertito in chiesa cristiana dedicata alla memoria di San Giorgio. Questo processo di rifunzionalizzazione porta le prime e più grandi modifiche: l'orientamento del tempio viene invertito, il pronao viene rivoluzionato mediante l'abbattimento della parete divisoria tra pronao e cella e l'occlusione dell'apertura tra le ante con un'abside, la rimozione delle due colonne in antis e loro sostituzione con un muro trasversale nel quale è ricavato un grande arco a tutto sesto la cui luce corrispondeva quasi completamente con la larghezza del pronao. Inoltre il muro divisorio tra la cella e l'opistodomo viene forato da un grande portale, che diventa l'ingresso principale della nuova chiesa. È pure a questo periodo che dobbiamo probabilmente ascrivere la intenzionale distruzione delle teste di tutte le figure umane, ma solo di quelle presenti sulle metope e sui fregi scolpiti.
Nel corso del Medioevo si susseguono nuovi rimaneggiamenti. Nel XII secolo viene tamponato il portale principale, e viene invece aperta una più modesta apertura sul lato meridionale della cella. Viene inoltre eretta una grande volta a botte in concreto, con mattoni e alcune delle formelle di marmo dei lacunari reimpiegate, che copre lo spazio della cella e del pronao del tempio classico. Nel frattempo nella chiesa vengono anche alloggiate delle sepolture, come era allora in uso: ventisei nel peristilio, cinque nel nartece (quello che era l'opistodomo) e ventidue nella navata della chiesa.
Con l'occupazione turca la chiesa continua a mantenere la sua funzione di edificio di culto cristiano, forse anche grazie alla sua posizione al di fuori della città. L'unico rischio in tal senso lo corse nel 1660, quando solo un ordine diretto da Costantinopoli poté fermare una distruzione a quanto pare già intrapresa dai turchi per farne una moschea.
Ma nonostante ciò il deperimento e la trasformazione continuano: infatti nel corso dei secoli il pavimento di marmo subisce continue spoliazioni, vuoi a causa della escavazione delle tombe, vuoi per semplice depredamento. Già nel 1765 Chandler dice che «the pavement has been removed», mentre Hobhouse nel 1809-1810 afferma: «the paviment inside having been removed, the floor is of mud». Almeno parte del pavimento nella parte est del peristilio doveva ancora essere presente nel 1751, quando Stuart e Revett annotano la presenza di una linea che corre in senso N-S, incisa sulle lastre della pavimentazione. Nel 1770 è testimoniata una incursione di Albanesi, seguita da una guerra nel 1785 e una carestia nel 1800, tutti fatti ricordati dalle iscrizioni graffite sulle colonne della peristasi.
Nel frattempo diviene una chiesa protestante e nel suo interno sono poste le tombe di alcuni viaggiatori europei (soprattutto anglosassoni) e di caduti per l'indipendenza greca, tra cui due giovani italiani di Novara, Giuseppe Tosi di 16 anni e Carlo Serassi di 18 anni (23 aprile 1819).
Durante il periodo della guerra di indipendenza greca l'edificio cambia ancora destinazione per essere sfruttato come stalla della cavalleria ottomana. In seguito all'indipendenza, dopo un breve ritorno alla funzione sacra per celebrarvi un solenne Te Deum di ringraziamento per l'arrivo e poi l'incoronazione di Ottone di Baviera, il Theseion diventa sede espositiva delle raccolte di antichità in attesa che venga costruito il Museo Nazionale.
Attualmente, il tempio è classificato come sito archeologico dal ministero della cultura ellenico.

## Decorazione scultorea
Le metope

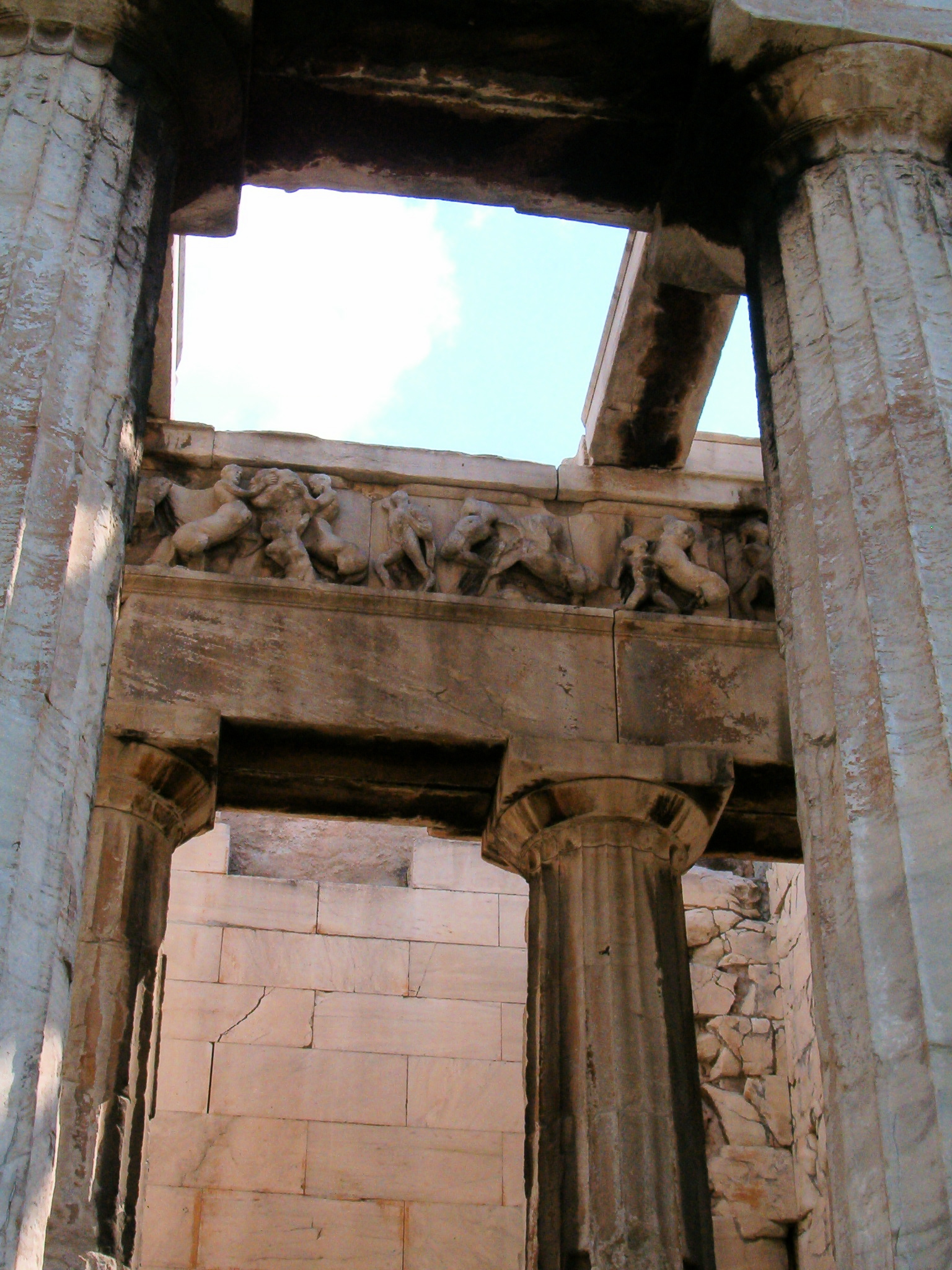
La centauromachia del fregio ovest.

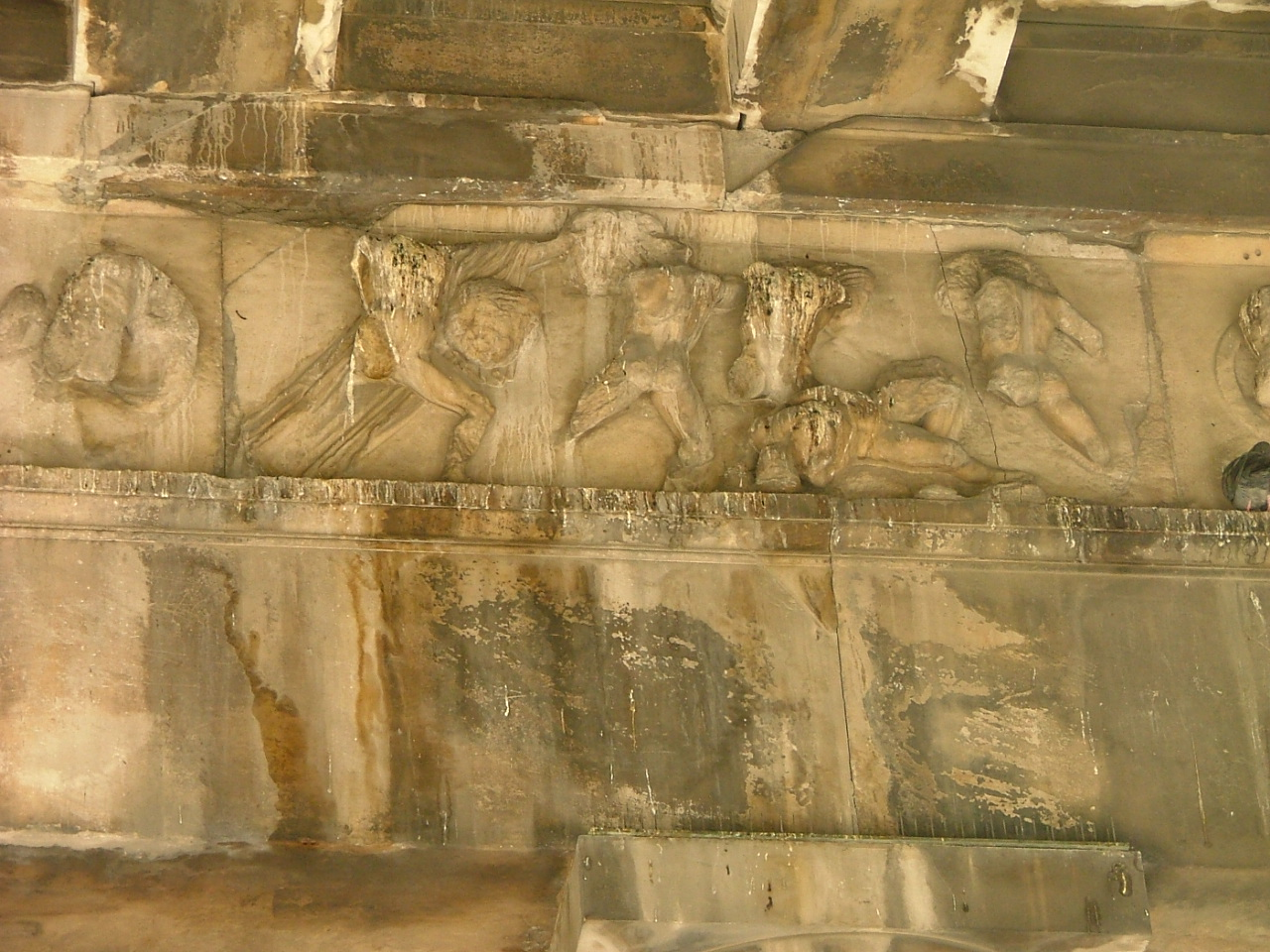
La scena centrale del fregio est.

Le metope, dieci sulla fronte, e ventiquattro sulla parte orientale di ognuno dei lati lunghi, rappresentano rispettivamente le fatiche di Eracle e le imprese di Teseo. I due eroi sono spesso associati sia nella scultura che nella pittura vascolare di età classica per il fatto che, secondo Plutarco, Teseo voleva essere considerato un secondo Eracle. Lo stile delle sculture, per quello che si può ormai vedere, è molto corposo, con le figure quasi a tutto tondo che si staccano considerevolmente dalla lastra di fondo; i corpi sono resi in modo massiccio e scattante; i pochissimi panneggi non coprono le aree vuote del campo figurativo lasciando vistosi spazi inutilizzati.
I fregi
I fregi dell'Hephaisteion sono posti sull'architrave del pronao e dell'opistodomo della cella. Il fregio orientale, più lungo di quello occidentale, conta ventitré figure impegnate in una scena di battaglia alla presenza di sei divinità sedute su due gruppi di grosse rocce. L'interpretazione più accreditata al momento, ma non senza contestazioni, dipende dalla lettura della scena centrale del fregio che inquadra una figura maschile nuda, con un mantello che pende da una spalla, che blocca con una sola mano un gruppo di quattro altre robuste figure che gli lanciano contro grossi massi di pietra. Pertanto è stato ipotizzato (H. A. Thompson) che si tratti di Teseo che combatte contro i Pallantidi. Il fregio occidentale invece tratta di una centauromachia di Teseo.
Il rilievo è più basso rispetto alle metope, ma prevale comunque il tuttotondo. Lo stile delle figure è vigoroso e punta alla resa plastica delle masse muscolari contratte dei combattenti, risentendo in questo ancora degli insegnamenti della grande scuola severa di scultura.
I frontoni
Dei frontoni non si sa molto, dal momento che andarono completamente perduti in età post-antica. Forse erano fatti di marmo pario, a differenza delle parti strutturali del tempio che erano realizzate in marmo pentelico. Le scene raffigurate, composte di figure a grandezza naturale, dovevano riguardare Atena (frontone est) e una scena di gigantomachia (frontone ovest).
La statua di culto
Il gruppo bronzeo di Atena ed Efesto fu creato dallo scultore Alkamenes, vicino agli ambienti dei conservatori ateniesi guidati da Nicia, tra il 421 e il 416 a.C. come sappiamo dalla datazione dei rendiconti delle spese. Probabilmente venne vista ancora da Pausania nel II secolo d.C. periodo dopo il quale ne perdiamo le tracce. Le due statue erano poste su una base bassa e larga sulla quale era scolpita la narrazione del mito attico della nascita di Erittonio, altro tema -quello dell'autoctonìa- caro ai conservatori ateniesi.